# Немачки оклопни аутомобил Sd.Kfz. 263
Немачки оклопни аутомобил Sd.Kfz. 263 представља радио-верзију тешких оклопних кола Sd.Kfz. 231/232/233 из Другог светског рата.

## Шестоточкаши
Прва генерација немачких оклопних кола, направљена су на камионској шасији 6x4, ојачаној да издржи додатни терет. 

### Карактеристике
Sd.Kfz. 263 (6-rad) имао је фиксиран заклон са митраљезом МГ 13 калибра 7.92 mm уместо куполе. Био је опремљен далекометним радиом (са посебним радио-оператером), са великом антеном у облику рама и додатном телескопском антеном у облику јарбола. Укупно је произведено 28 примерака.

### У борби
Модел 263 користиле су сигналне јединице. Посаду су чинила петорица, укључујући посебног радио-оператера. Повучена су из службе 1940. због слабе покретљивости ван пута, и великих димензија у комбинацији са танким оклопом.

## Осмоточкаши
Ова велика возила имала су погон и управљање на свих 8 точкова. Предња и задња возачка позиција обезбеђивале су хитро повлачење. 

### Карактеристике
Sd.Kfz. 263 (8-rad), уместо куполе, имао је отворен заклон са само једним митраљезом МГ 34 калибра 7.92 mm, а додатни простор заузимао је далекометни радио уређај са додатним оператером и антеном у облику рама. Модел 263, намењен сигналним јединицама, ушао је у производњу 1938. и до 1943. направљено је 240 комада.

#### Оклоп
Рани модели имали су 15 mm предњег оклопа, а од 1940. додата је још једна плоча од 8 mm. Од маја 1942. дебљина оклопа спреда повећана је на 30 mm.